# Округ Брук (Западна Вирџинија)
Брук (енгл. Brooke County) је округ у америчкој савезној држави Западна Вирџинија.

## Демографија
По попису из 2010. године број становника је 24.069, што је 1.378 (-5,4%) становника мање него 2000. године.
| Група             | 2000.          | 2010.          |
| Белци             | 24.841 (97,6%) | 23.241 (96,6%) |
| Афроамериканци    | 216 (0,8%)     | 281 (1,2%)     |
| Азијати           | 87 (0,3%)      | 95 (0,4%)      |
| Хиспаноамериканци | 99 (0,4%)      | 163 (0,7%)     |
| Укупно            | 25.447         | 24.069         |